# Камин (Сату Маре)
Камин (рум. Cămin) насеље је у Румунији у округу Сату Маре у општини Камин. Oпштина се налази на надморској висини од 118 m.

## Становништво
Према подацима из 2002. године у насељу је живело 1376 становника.

### Попис2002.
| Расподела становништва по националности 2002.‍ | Расподела становништва по националности 2002.‍ | Расподела становништва по националности 2002.‍ | Расподела становништва по националности 2002.‍ | Расподела становништва по националности 2002.‍ |
| --------------------------------------------- | --------------------------------------------- | --------------------------------------------- | --------------------------------------------- | --------------------------------------------- |
|                                               |                                               |                                               |                                               |                                               |
| Румуни                                        | Румуни                                        |                                               | 70                                            | 5,1%                                          |
| Мађари                                        | Мађари                                        |                                               | 916                                           | 66,6%                                         |
| Роми                                          | Роми                                          |                                               | 56                                            | 4,1%                                          |
| Немци                                         | Немци                                         |                                               | 334                                           | 24,3%                                         |